# BDNF-AS
BDNF-AS (англ. Brain-derived neurotrophic factor antisense RNA) — [[Довгі некодуючі 
РНК|довга некодуюча РНК]], яка транскрибується з ланцюга ДНК, протилежного до того, що кодує BDNF (нейротрофічний фактор мозку). Вона пригнічує експресію BDNF in vivo та in vitro шляхом внесення репресивної хроматинової мітки H3K27met3 або пост-транскрипційного утворення РНК-РНК дуплексів.

## Загальна характеристика
Ген BDNF-AS людини розташований у локусі 11р14.1. Сайт початку транскрипції BDNF-AS знаходиться приблизно на 200 тис. пар нуклеотидів нижче (downstream) від промотора BDNF, на (+)-ланцюгу хромосоми 11. Транскрипція з цієї ділянки за допомогою РНК-полімерази ІІ забезпечує утворення 16-25 сплайс-варіантів довгої некодуючої РНК із 6-8 екзонами у своєму складі. Екзон-5 BDNF-AS, який містить 255 нуклеотидів, повністю комплементарний до мРНК BDNF (залучений в утворення РНК-РНК дуплексів), а екзон-4 є спільним для всіх сплайс-варіантів. Мишиний транскрипт BDNF-AS менший за розмірами, ніж людський (містить 1-2 екзони), однак, ділянка, комплементарна до мРНК BDNF, є більшою і налічує 934 нуклеотиди.
У людини BDNF-AS найбільше експресується в мозку, щитоподібній залозі, наднирниках, легенях, нирках, простаті, сім'яниках, яєчниках і жировій тканині. Тканинний рівень мРНК BDNF у 10-100 разів вищий, ніж транскрипту BDNF-AS. Виключенням є сім'яники, нирки і серце, де за кількістю BDNF-AS перебуває на тому ж або вищому рівні, порівняно з мРНК BDNF.

## Біологічна роль
Як фактор росту, BDNF залучений у процеси диференціації нейронів, росту аксонів, синаптичної пластичності, навчання і пам'яті. BDNF-AS здійснює репресію гена BDNF, рекрутуючи комплекс ремоделювання хроматину PRC2 (polycomb repressive complex 2) у відповідний локус. Триметилювання залишків Lis27 в гістонах H3 (H3K27met3) за участю PRC2 призводить до конденсації хроматину та сайленсингу гена BDNF. Modarresi та інші показали, що інактивація BDNF-AS за допомогою одноланцюгових олігонуклеотидів або міРНК у мозку дорослих мишей спричиняє 2-6-кратне підвищення рівня мРНК BDNF у гіпокампі та фронтальній корі. Це вказує на перспективу використання BDNF-AS як молекулярної мішені для терапії ряду неврологічних захворювань, пов'язаних із дисрегуляцією BDNF.

## Клінічне значення
Довга некодуюча РНК BDNF-AS залучена в патогенез багатьох захворювань нервової системи, зокрема хвороби Гантінгтона, шизофренії, депресії, хвороби Альцгеймера. У пацієнтів із хворобою Хантінгтона відмічається зниження рівня мозкового BDNF, а сайленсинг BDNF-AS розглядається як засіб терапії захворювання. Пригнічення BDNF-AS інгібує апоптоз і окисний стрес та підвищує виживаність культури клітин PC12 на тлі токсичності, індукованої Aβ25-35 (модель хвороби Альцгеймера in vitro). Крім того, інгібування BDNF-AS захищає гангліонарні клітини сітківки при експериментальній ішемії.
Під час розвитку епілепсії концентрація BDNF-AS у неокортексі людей, навпаки, значно знижується, а BDNF — зростає. Тому терапевтичною стратегією для подолання епілептичних станів може бути пригнічення сигналінгу, опосередкованого BDNF.
Дисрегуляція BDNF-AS може мати важливе значення при онкологічних захворюваннях, виступаючи при цьому прогностичним біомаркером або елементом протиракової терапії. Shen та інші продемонстрували, що BDNF-AS слабко експресується в тканинах недрібноклітинної карциноми легень, особливо на пізніх стадіях. І хоча надекспресія BDNF-AS не змінює життєздатність ракових клітин in vitro, проте виявляє суттєвий супресивний ефект, інгібує їхню проліферацію та міграцію. Схожий ефект надмірної експресії BDNF-AS простежується і в культурі клітин карциноми простати, де вона перешкоджає проліферації та інвазії ракових клітин in vitro, а також росту експлантів in vivo.